# Ctenium aromaticum
Ctenium aromaticum es una especie de planta herbácea perteneciente a la familia de las poáceas. Es originaria del sudeste de los Estados Unidos, donde crece en la llanura costera.

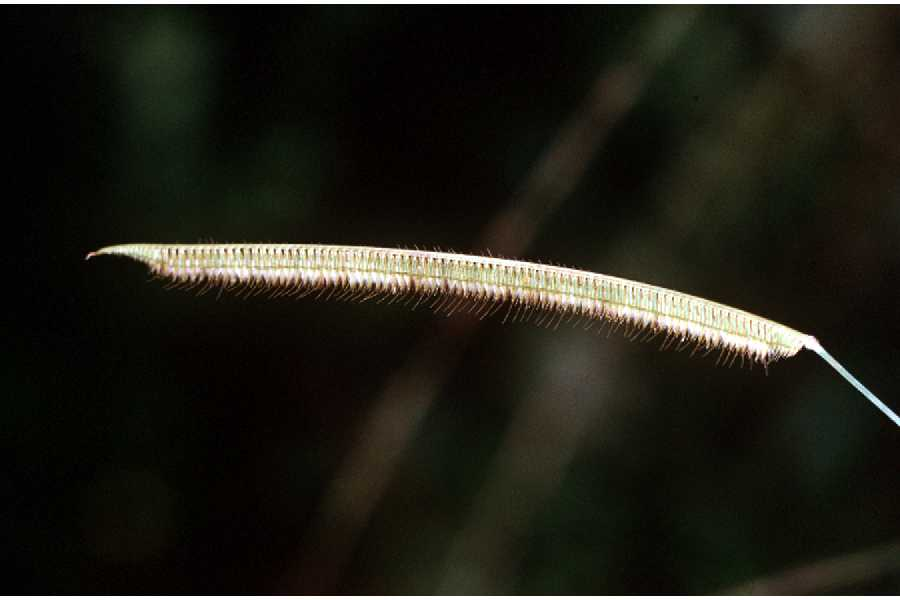
Detalle

## Descripción
Es una hierba perenne que forma grupos de tallos que pueden alcanzar de 1 a 1,5 metros de altura máxima. Las hojas miden hasta 46 centímetros de largo. La inflorescencia es una panícula con una rama que es de hasta 15 centímetros de largo y alineada en un lado con dos filas de espiguillas. Cada espiguilla es más o menos de un centímetro de largo.

## Propiedades
No se conoce con certeza si la hierba fue utilizado como un remedio para el dolor de muelas, sin embargo, se ha utilizado como un sialagogo, un agente que aumenta la producción de saliva. Las raíces trituradas tienen un fuerte olor. La parte inferior del tallo produce una sensación de entumecimiento cuando se mastica. Los agentes responsables de esta acción son las isobutilamidas.

## Taxonomía
Ctenium aromaticum fue descrita por (Walter) Alph.Wood y publicado en A Class-book of Botany 806. 1861.
Etimología
Ctenium nombre genérico que deriva del griego ktenion (peine pequeño), aludiendo a la disposición de las espiguillas. 
aromaticum: epíteto latíno que significa "con aroma".
Sinonimia
- Aegilops aromatica Walter
- Aplocera maritima Raf.
- Campuloa gracilis Desv.
- Campuloa monostachya (Michx.) Roem. & Schult.
- Campulosus aromaticus (Walter) Scribn.
- Campulosus gangitis (L.) Kuntze
- Campulosus gracilior Desv.
- Campulosus gracilis Bertol.
- Campulosus macrostachys Steud.
- Campulosus monostachyus (Michx.) P.Beauv.
- Chloris monostachya Michx.
- Chloris piperita Steud.
- Ctenium americanum Spreng.
- Ctenium carolinianum Panz.
- Ctenium gangitis (L.) Druce
- Ctenium gangitum Druce
- Cynodon monostachyus (Michx.) Raspail
- Monerma gangitis (L.) Roem. & Schult.
- Monocera aromatica (Walter) Elliott
- Nardus gangitis L.
- Nardus scorpioides Lam.
- Rottboellia scorpioides (Lam.) Steud.
- Triatherus aromaticus (Walter) Raf.[6][7]